# 勝利大道
勝利大道（羅馬尼亞語：Calea Victoriei）是羅馬尼亞首都布加勒斯特市中心的主幹道之一。勝利大道最初的名字是Ulița Mare（大街）。在1878年羅馬尼亞獨立之後改為現在的名稱。現在街道沿線有眾商店和餐館及咖啡廳，是布加勒斯特主要購物區之一。

## 外部連結

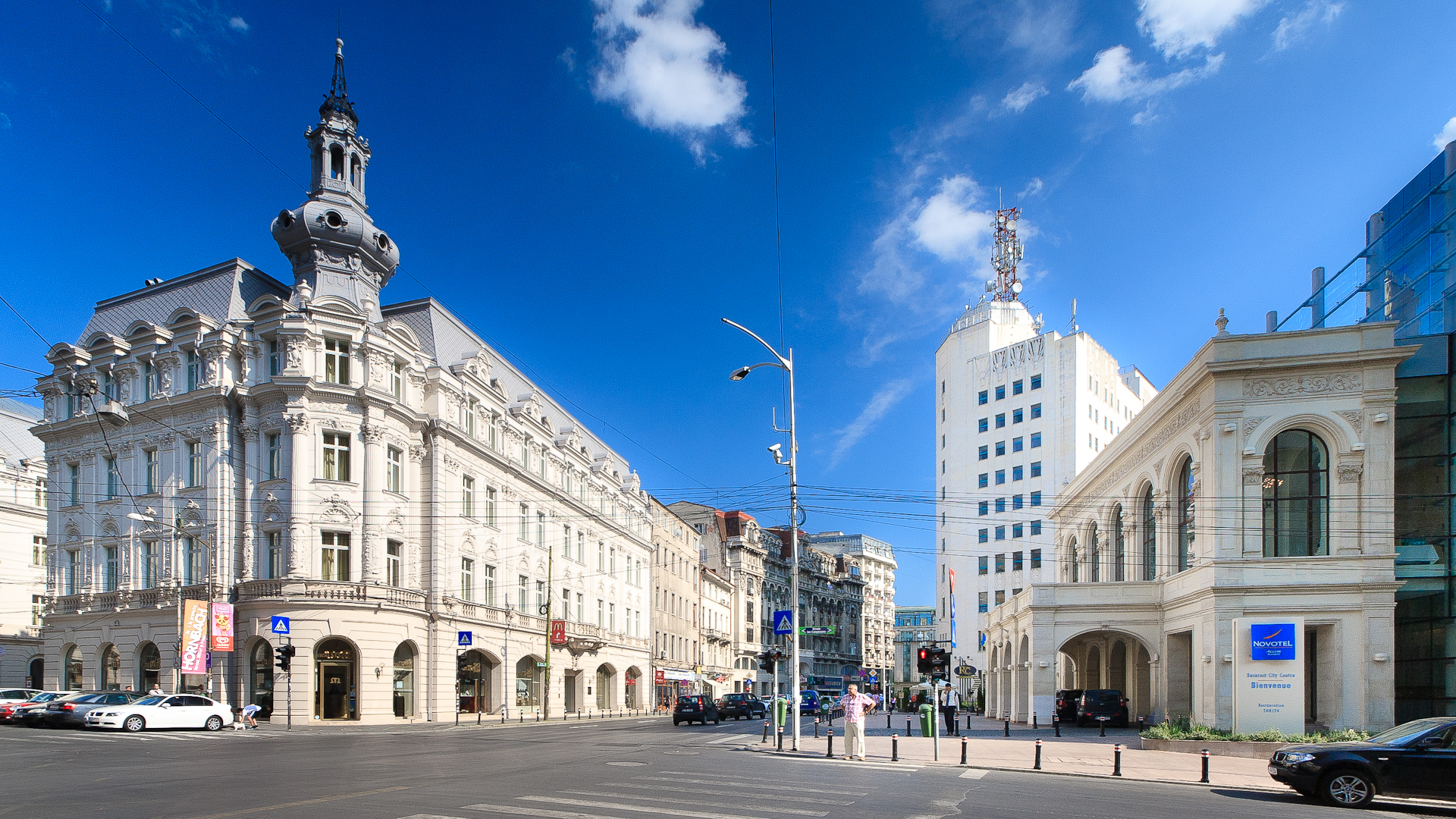

- Calea Victoriei on Flickr.com

44°26′31.49″N 26°5′38.57″E / 44.4420806°N 26.0940472°E